# فلسفة فرنسية
تتميز الفلسفة الفرنسية، التي يُقصد بها هنا الفلسفة في اللغة الفرنسية، بالتنوع الشديد وتأثرت بـالفلسفة الغربية ككل لعدة قرون، بدءًا من المدرسانية في العصور الوسطى لـبيتر أبيلار (Peter Abelard)، من خلال تأسيس الفلسفة المعاصرة عن طريق رينيه ديكارت (René Descartes)، وصولًا إلى الوجودية و الظاهرتية والبنيوية في القرن العشرين.

## فترة العصور الوسطى

### بيتر أبيلار

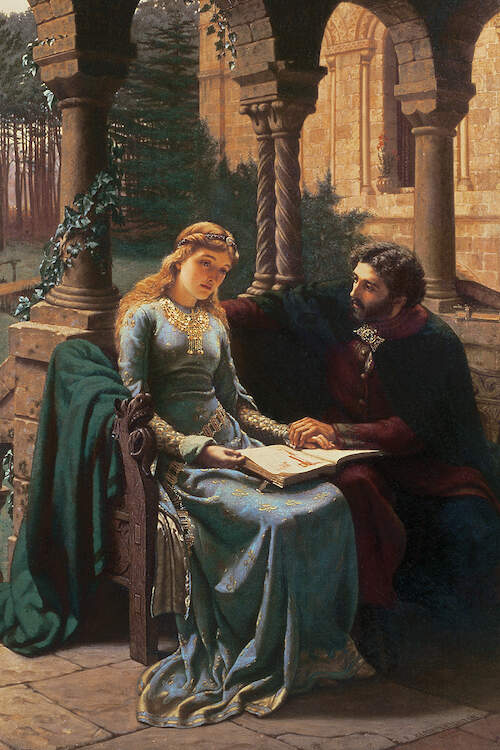
أبيلار مع إلواز (Héloïse)

كان بيتر أبيلار (1079 – 21 إبريل 1142) فيلسوفًا مدرسانيًا وعالم لاهوت و عالم منطق. أصبحت قصة علاقته بـ إلواز وحبه لها أسطورة. يصفه قاموس دوائر السيرة الذاتية على أنه «المفكر اللاهوتي الأشد حرصًا والأجرأ في القرن الثاني عشر».

## القرن السادس عشر

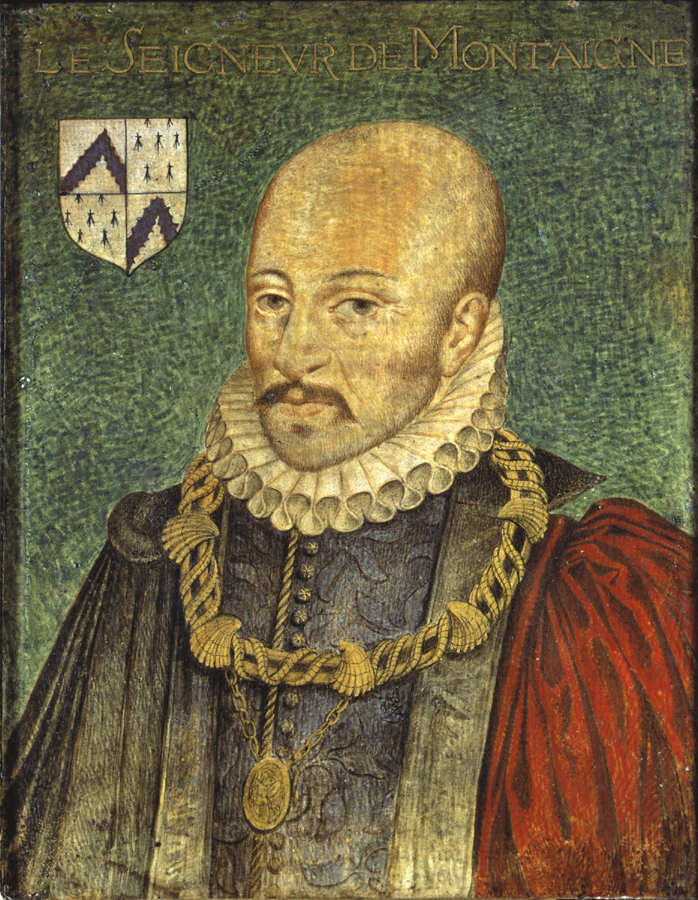
أصبح مونتين أبا الروح الفرنسية المضادة للامتثال.

ربما كان ميشيل آيكيم دي مونتين (Michel Eyquem de Montaigne) (من 1533 إلى 1592) كاثوليكيًا، ولكن مواقفه المضادة للعقائدية جعلته أبا الروح الفرنسية المضادة للامتثال والخضوع. تتكون أعماله من تجارب قليلة عن معتقداته، كما تزخر بحكايات السيرة الذاتية والعارضة. كان مقصده من هذه الأوراق أن يخلف من ورائه شيئًا تتذكره به أسرته. كان أول شخص يستخدم كلمة مقالات، وكان لكتاباته تأثير كبير على شكسبير (Shakespeare) وروسو (Rousseau) ونيتشه (Nietzsche). كانت الشكوكية المتطرفة التي تميز بها، والتي تتلخص في عبارة ما أعرف؟ (Que sais-je?)، أحد المحفزات لأعمال رينيه ديكارت.

## القرن السابع عشر

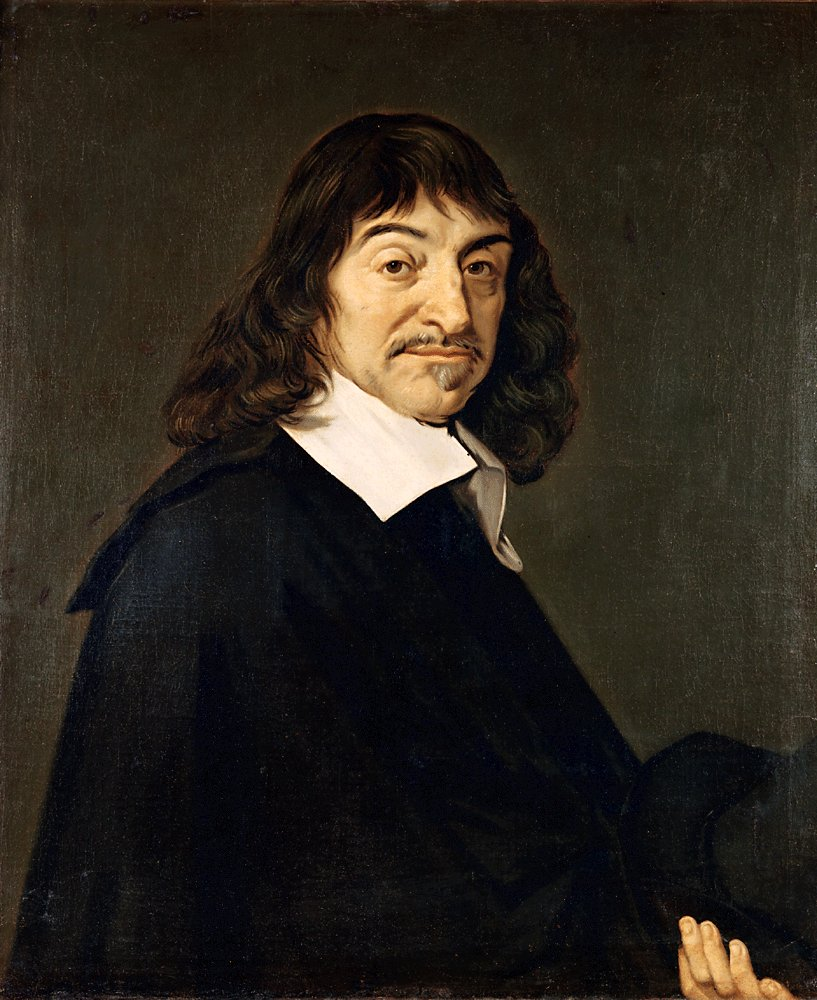
يعد رينيه ديكارت مؤسس الفلسفة الحديثة.

بدأت الفلسفة المعاصرة في فرنسا مع فلسفة رينيه ديكارت (1596–1650). أدى عمله المعروف باسم تأملات في الفلسفة الأولى (Meditations on First Philosophy) إلى تغيير المقصد الأساسي من الفكر الفلسفي من علم الوجود إلى نظرية المعرفة وتغلب على الغطرسة الدوغماتية الأرسطية الموروثة من المدرسانية والنموذج الفكري المسيطر في القرون السابقة، حيث أنهى في آن واحد بعض من المشاكل البارزة لأجيال الفلسفة القادمة.

## القرن الثامن عشر
اتسمت الفلسفة الفرنسية في القرن الثامن عشر بالطابع السياسي البحت. فقد تشبعت بأفكار مبادئ التنوير وأصبح العديد من فلاسفتها نقادًا للكنيسة والدولة ومروجين للعقلانية والتقدم. وظهرت تلك الفلسفات لتؤثر تأثيرًا كبيرًا في سياسات فرنسا وأمريكا ومذاهبهم السياسية.

## القرن العشرون

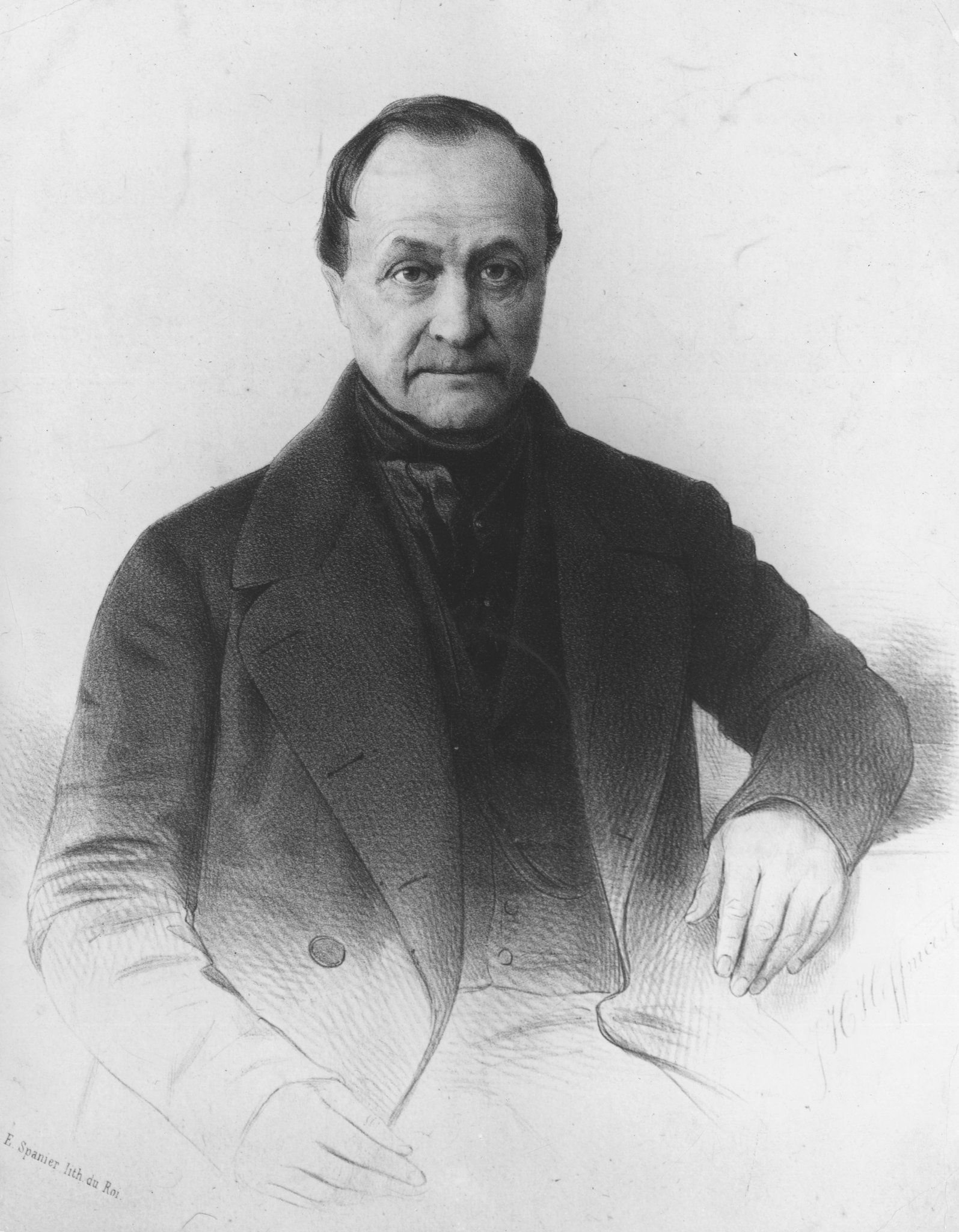
صورة نصفية لأغست كومت، مُلتقطة في عام 1849، تُعرف باسم "الصورة الهولندية"، تظهره جالسًا بوقار.

### فلسفة العلوم
فلسفة العلوم أحد فروع الفلسفة التي تعنى بأسس العلم وأساليبه والآثار المترتبة عليه. من الشواغل المحورية لهذه الدراسة ما يوصف بالعلم وموثوقية النظريات العلمية والغرض المنشود من العلم. في فرنسا، برزت مدرسة فلسفة العلوم الفكرية، والمعروفة كذلك باسم علم الآثار التاريخي الفرنسي أو علم الآثار الفرنسي، بفضل العديد من الفلاسفة، كجول هنري بوانكاريه، وإميل مايرسون، وبيير دويم، وليون برونشفيغ، وغاستون باشلار، وألكسندر كويري، وجان كافاييس، وجورج كانغيلام، وجولز فويليمين، وميشال سيريس، وجان ميشال بيرتيلوت.
كان لهنري بوانكاريه (1854-1912) آراء فلسفية مخالفة لآراء بيرتراند راسل وغوتلوب فريجه، إذ اعتقدا أن الرياضيات فرع من فروع المنطق. لم يؤيد بوانكاريه ذلك، مجادلًا أن الحدس هو جوهر الرياضيات، وطرح وجهة نظر مثيرة للاهتمام في كتابه العلم والفرضية.
قدم بيير دويم (1861-1916) أطروحة دويم التي تُعد أحد أشكال التوكيد المبكرة.
قدم غاستون باشلار (1884-1962) مفاهيم العقبة الوسطية والكسر المعرفي.
تخصص جان كافاييس (1903-1944) في فلسفة العلوم التي تعنى بالأسلوب البديهي والشكلي ونظرية المجموعات والمنطق الرياضي.
قدم جولز فويليمين (1920-2001) مفهوم فلسفة الجبر وتخصص في فلسفة المعرفة.

### علم الظواهر
يمكن تعريف علم الظواهر على أنه أحد وسائل الفلسفة التي تتضمن تفسيرات وصفية للظواهر التي تُمنح للوعي وكيفية منحها للوعي، وتسعى إلى تجنب التفسيرات المفروضة. في فرنسا، اعتُبر علم الظواهر تابعًا للديكارتية الراديكالية التي ترفض الثنائية المادية لتحقيق فهم أفضل للوعي المتفوق. لعلم الظواهر دور رئيسي في استحداث الوجودية وبروز الفلاسفة الذين اعتنقوا فكر ما بعد الحداثة، مثل جيل دولوز وجاك ديريدا، اللذان بدآ حياتها المهنية في الواقع بطرح دراسة نقدية عميقة لإدموند هوسرل. ما زال علم الظواهر أحد مجالات البحث المهمة في فرنسا حتى وقتنا الحالي.
إيمانويل ليفيناس (1906-1995) هو أحد أوائل الذين قدموا علم الظواهر إلى فرنسا، وذلك بترجمة مؤلفات إدموند هوسرل الديكارتية. اهتم ليفيناس بالأخلاق الفلسفية الأساسية وأعلن ذات مرة أنها تتفوق على الميتافيزيقيا وينبغي اعتبارها الفلسفة الأولى. طور فلسفة أخلاقية مبنية على مفاهيم فلسفتي الآخر والوجه اللتان أدخلتا الأخلاق إلى علم الظواهر، والتي لم تكن موجودة منذ وفاة ماكس شيلر.
اهتم موريس ميرلوبونتي (1908-1961) بأسس الإدراك. طرح نظريته حول موضوع الجسم الموضوعي بديلًا عن كوجيتو رينيه ديكارت والثنائية المادية. على النقيض من التمييز الواضح بين العقل والعالم الخارجي، والتي يُعتبر فيها العالم الخارجي امتدادًا للعقل، فإن الجسم الموضوعي هو اعتبار وجودي للموضوع قبل الانعكاسي ومفهوم الموضوع والعالم المتشابك على نحو معقد.
بول ريكور (1913-2005) هو أحد أوائل الفلاسفة الذين قدموا علم الظواهر إلى فرنسا. اشتهر بالدمج بين وصف علم الظواهر وعلم التأويل. حصل على جائزة كيوتو في الفنون والفلسفة للدور الذي اضطلع به في إحداث ثورة في أساليب الظواهر الهرطقية وتوسيع دراسة التفسير النصي لتشمل المجالات الواسعة ولكن الملموسة من علم الأساطير وتفسير الكتاب المقدس والتحليل النفسي والنظرية المجازية ونظرية السرد.

### الوجودية
برزت مدرسة الوجودية الفكرية خلال النصف الأول من القرن العشرين. غالبًا ما ترتبط الوجودية بحالة الإنسان، إذ تستقصي حول مواضيع مختلفة كالغاية والحرية وتجربة الآخر. تعود جذورها إلى بعض الفلاسفة مثل سورين كيركغور وفريدريك نيتشه ومارتن هايدغر، فضلًا عن ليبينسفوبوفي، ولكنها ازدهرت في ظل انتشار فكر عالم الظواهر الفرنسي جان بول سارتر.
عرّف جان بول سارتر (1905-1980) وجوده من خلال استخلاص جميع الاستنتاجات استنادًا إلى تسلسل ثابت من الإلحاد. تتمحور أطروحته الرئيسية حول أن الوجود يسبق الجوهر. فبوجود غرض غير هام، كالسكين مثلًا، سيتمكن الحرفي من إنجاز أمر جوهري، كتقطيع الخبز، ثم ينتج أمرًا الغرض منه تحقيق جوهره. مع ذلك، من دون وجود الإله، لا يوجد فنيون طوروا جوهر الإنسان بالمعنى الغائي. لذلك، وُلد الإنسان الأول حرًا، وزُج به إلى العالم حيث تقع المسؤولية الوحيدة عن أفعاله على عاتقه، ولم يتمكن من معرفة جوهر نفسه فحسب من خلال أفعاله، بل وما يُعتقد حول ما يتعين أن يكون الإنسان عليه. وصف سارتر إنكار هذه المسؤولية بتقديم الحجج والأعذار بسوء النية. كان جان بول سارتر ناطقًا باسم جيل من الأجيال، إلا أن نفوذه تضاءل تزامنًا مع ظهور البنيوية.
رفض ألبير كامو (1913-1960) أن يوصف بأنه وجودي، وفضل أن يُطلق عليه لقب العبثي. في الصفحات الافتتاحية من كتاب أسطورة سيزيف، ذكر ما يعتبره السؤال الأساسي في الفلسفة: هل الانتحار هو الرد الصحيح على الوجود في عالم عبثي؟ وشبه الحياة بلا إله بقصة سيزيف، الذي حُكم عليه أبديًا أن يدفع صخرة إلى أعلى تلة فقط لكي تنهار مرة أخرى، ويرد كامو على ذلك بالنفي، و «أن الكفاح في حد ذاته كاف لشغل قلب المرء. يجب على المرء أن يعتبر سيزيف سعيدًا.»
سيمون دي بوفوار (1908-1986) هي نسوية وجودية. اعتقدت بوفوار أن الرجال تمكنوا من تحويل النساء إلى «الآخر» وذلك من خلال تطويقهن ضمن هالة زائفة من الغموض. علاوة على ذلك، صرحت بأن المرأة تتخذ هيئة نمطية ضمن هذه الهالة وأن المرء يستخدمها ذريعة لعدم فهمها ومن أجل التحكم بها. غالبًا ما يُصنف الآخر على أنه من طبقة دنيا. تؤكد بوفوار على أن أطروحة سارتر (أي أن الوجود يسبق الجوهر) تنطبق على المرأة بقدر ما تنطبق على الرجل، وأن المرأة من خلال خياراتها وأفعالها ستتمكن من تجاوز هذه الهالة وترفض أن تكون في الطبقة الدنيا.

### البنيوية
تعنى البنيوية الفرنسية أساسًا بالبنية الأساسية التي تشكل المجتمع واللغة والعقل البشري وتحدها وتؤثر عليها. تعود جذور البنيوية إلى فكر فرديناند دي سوسور، الذي كان مهتمًا بعلم اللسانيات. لكن سرعان ما بدأت البنيوية تُطبق على علم الأنثروبولوجيا والعلوم الاجتماعية وعلم النفس. لعبت البنيوية دورًا بارزًا في الفكر الانتقائي الذي ساد بعد الحرب العالمية الثانية، إذ لم تؤيد المفاهيم الوجودية للحرية حول فكرة الإنسان كما جرى تحديدها في فكر بعض المفكرين مثل كلود ليفي ستروس وجاك لاكان. مع ذلك، وبحلول نهاية القرن، أصبح ينظر إليها باعتبارها مهمة ليس لذاتها فحسب، بل ولمدارس الفكر التي أنتجتها، مثل مدرستي ما بعد البنيوية والتفكيكية.